# Maruina
Maruina är ett släkte av tvåvingar. Maruina ingår i familjen fjärilsmyggor.

## Dottertaxa tillMaruina, i alfabetisk ordning[1]
- Maruina amada
- Maruina amadora
- Maruina barrettoi
- Maruina bellaca
- Maruina boulderina
- Maruina caceresi
- Maruina cachita
- Maruina campesina
- Maruina chaborra
- Maruina chamaca
- Maruina chamaquita
- Maruina chica
- Maruina chiringa
- Maruina cholita
- Maruina colombicana
- Maruina dama
- Maruina doncella
- Maruina duckhosei
- Maruina duckhousei
- Maruina garota
- Maruina guria
- Maruina hirta
- Maruina hoguei
- Maruina jezeki
- Maruina lanceolata
- Maruina menina
- Maruina mollesi
- Maruina muchacha
- Maruina namorada
- Maruina nina
- Maruina pebeta
- Maruina pennaki
- Maruina pilosella
- Maruina querida
- Maruina spinosa
- Maruina tica
- Maruina tobagensis
- Maruina ursula
- Maruina vidamia